# Nanofull

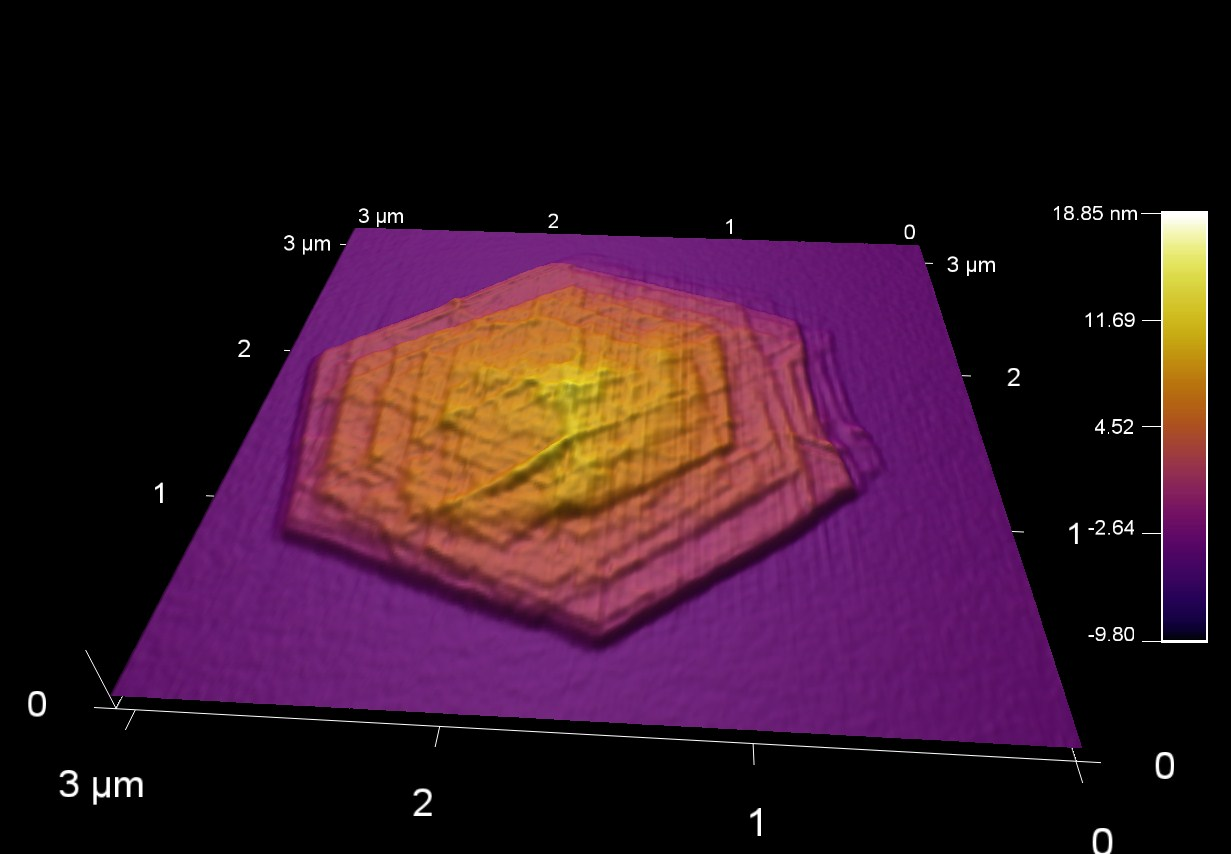
Imatge de topografia 3D AFM de nanofull de pal·ladi multicapa sobre oblia de silici.

Un nanofull és una nanoestructura bidimensional amb un gruix en una escala que va d'1 a 100 nm.
Un exemple típic de nanofull és el grafè, el material bidimensional més prim (0,34 nm) al món. Consta d'una sola capa d'àtoms de carboni amb reticules hexagonals.
El 2017, nanofulls de Silici van ser prototipats per a formar part de la segûent generació de transistors de tecnologia de 5 nm.
Els nanofulls de carboni (del cànem) poden ser una alternativa al grafè com a elèctrodes en supercondensadors.
Els mètodes de síntesi de nanofulls més utilitzats utilitzen un enfocament de baix a dalt, per exemple, preorganització i polimerització en interfícies com pel·lícules Langmuir-Blodgett, síntesi en fase de solució i deposició de vapor químic (CVD). Per exemple, els nanosheets de CdTe (telurur de cadmi) es podrien sintetitzar precipitant i envellint nanopartícules de CdTe en aigua desionitzada. La formació de nanosheets de CdTe flotant lliurement es va deure a l'atracció hidrofòbica direccional i a les interaccions electroestàtiques anisòtropes causades pel moment dipolar i petites càrregues positives. Es poden utilitzar simulacions moleculars mitjançant un model de gra gruixut amb paràmetres de càlculs de mecànica quàntica semiempírica per demostrar el procés experimental.
S'han produït nanosheets de carboni utilitzant fibres de líber de cànem industrial amb una tècnica que consisteix a escalfar les fibres a més de 350F (180C) durant 24 hores. El resultat es sotmet llavors a una calor intensa que fa que les fibres s'exfolin en un nanofull de carboni. Això s'ha utilitzat per crear un elèctrode per a un supercondensador amb qualitats electroquímiques similard als dispositius fets amb grafè.